# GRN-Klinik Sinsheim
Die GRN-Klinik Sinsheim ist ein Krankenhaus in Sinsheim in Trägerschaft der Gesundheitszentren Rhein-Neckar. Sie ist Akademisches Lehrkrankenhaus der Universität Heidelberg und Nachfolge-Einrichtung des Kreiskrankenhauses Sinsheim.

## Geschichte
Das Krankenhaus wurde 1896 als Bezirksspital gegründet. Ab 1945 erfolgte der Umbau zum Bezirkskrankenhaus. Mitte der fünfziger Jahre wurde ein Krankenhaus-Neubau mit 100 Betten errichtet, der Ende 1957 in Betrieb genommen wurde. Ab 1958 heißt die Einrichtung Kreiskrankenhaus Sinsheim. In den sechziger und siebziger Jahren wurde der Ausbau auf 180 Patientenbetten sowie der Bau einer Intensivstation, der Tiefgarage und den Küchenbetrieben fertiggestellt. Ab 1978 wurde eine Krankenpflegeschule auf dem Gelände angegliedert, die 2009 in das Bildungszentrum Gesundheit  in Wiesloch eingegliedert wurde. Seit 2006 gehört das Krankenhaus zu den Gesundheitszentren Rhein-Neckar und wurde 2010 in GRN-Klinik Sinsheim umbenannt.
Heute verfügt das Krankenhaus über 235 Betten und es werden jährlich mehr als 12.000 stationäre und 14.000 ambulante Patienten behandelt.
Im Februar 2024 erfolgte der Spatenstich für einen Erweiterungsbau mit einer Investitionssumme von 128 Millionen Euro. Von dieser kommen 25 Millionen von der Dietmar-Hopp-Stiftung, die übrige Summe wird vom Rhein-Neckar-Kreis und dem Land Baden-Württemberg getragen. Eine Fertigstellung ist für Anfang 2027 vorgesehen.

## Fachgebiete
Es werden die Bereiche Kardiologie, Angiologie, Gastroenterologie und Orthopädie abgedeckt. Dazu, neben der Allgemeinen Chirurgie, auch Viszeral-, Gefäß- und Unfallchirurgie. Seit 1968 besteht eine gynäkologische Abteilung, die Fachabteilung Geburtshilfe ist seit 2010 als Babyfreundliche Geburtsklinik zertifiziert. Eine eigene neurologische Abteilung existiert seit 2011 und arbeitet in Kooperation mit der Universitätsklinik Heidelberg. Ferner besteht eine Palliativeinheit, die von den Abteilungen Anästhesie und Intensivmedizin verantwortet wird. 2021 wurde eine Akutgeriatrie als eigenständige Fachabteilung eingerichtet.